# مودوس (مسلسل تلفزيوني)
مودوس هو مسلسل تلفزيوني سويدي من نوع الإثارة النفسية، من إخراج ليزا سيوي وماني ماسيرات، مبني على رواية "لا تخف" للكاتبة النرويجية والمحامية آن هولت وتم تكييفها للتلفزيون بواسطة الكتاب الحائزين على جائزة إيمي لـ "ماي بروستروم" و "بيتر ثورسبو". يتبع المسلسل عمل إنجير يوهان فيك (ميليندا كينامان)، وهي عالمة نفس جنائية ومنسقة سويدية، سبق وأن ساعدت كل من الشرطة السويدية ومكتب التحقيقات الفيدرالي في الولايات المتحدة.
تم عرض السلسلة الأولى المكونة من ثماني أجزاء على TV4 في سبتمبر 2015. تم تصوير السلسلة الثانية المكونة من ثمانية أجزاء، مكتوبة باللغتين السويدية والإنجليزية، في عام 2017، مع انضمام كيم كاترال وجريج وايز إلى طاقم العمل الجديد لهذه السلسلة. بدأ بث هذه السلسلة على TV4 في 2 نوفمبر 2017.

## الملخص
في السلسلة الأولى، تشهد ستينا، ابنة إنجير يوهان الكبرى التي تعاني من التوحد، عملية قتل عقدية بدون قصد عندما تحضر العائلة حفل زفاف في فندق محلي. المغتال ينقذ حياة ستينا بشكل مفاجئ، دون الكشف عن هويته. تقرر إنجير العودة إلى العمل مع المحقق الشرطي إنغفار نيمان لمساعدته في حل الجريمة. يكتشفون أنهم يطاردون قاتلاً مأجوراً، يعمل لصالح طائفة دينية أمريكية.
في السلسلة الثانية، تختفي هيلين تايلر، رئيسة الولايات المتحدة، خلال زيارة رسمية إلى السويد. تتعاون إنجير يوهان مع نيمان وتعمل مع وارن شيفورد، عميل في مكتب التحقيقات الفيدرالي ومستشار خاص للرئيسة، للتحقيق في الأمر. لدى فيك وشيفورد تاريخ مشترك، يعود إلى وقت عملها مع مكتب التحقيقات الفيدرالي.

## طاقم الممثلين
ميليندا كينامان بدور إنجير يوهان فيك؛ عالمة نفس جنائية ومنسقة
هنريك نورلين بدور إنغفار نيمان؛ مفتش الشرطة
إيزميرالدا ستروي بدور ستينا فيك؛ الابنة الكبرى لإنجير
سيمون ج. بيرجر بدور إيساك آرونسون؛ الزوج السابق لإنجير ووالد ابنتيها
آنيكا هالين بدور هيدفيغ نيستروم؛ طبيبة شرعية في الشرطة
جيرهارد هوبرستورفر بدور بو سوندبيرج؛ محقق الشرطة
بيورن أندرسون بدور ألفريد نيمان؛ والد إنغفار
ليلي والستين بدور لينيا فيك؛ الابنة الصغرى لإنجير

### الموسم الأول (2015)
- ماريك أورافيك بدور ريتشارد فورستر
- ماغنوس روسمان بدور ماركوس ستول
- بيتر جوباك بدور رولف ليونبيرج
- يوهان وايدربرج بدور لوكاس ليندجرين
- كريستر هنريكسون بدور إريك ليندجرين
- ليف ميونس بدور باتريشيا غرين
- سيسيليا نيلسون بدور اليزابيث ليندجرين
- جوزيفين تينغبلاد بدور صوفي دالبرغ
- إيلين ماتسون بدور أستريد فريبرج
- بريموس ليند بدور نواه ستول
- إيفا ميلاندر بدور ماريان لارسون
- جوليا دوفينيوس بدور إيزابيلا ليفين
- سيمون نورثون بدور لينارت كارلسون
- ستيفن رابابورت بدور جاكوب ليندستروم
- كريستوفر جارستال بدور روبين لارسون
- أنكي ليدن بدور جونيلا لارسون
- فيليب مارتن بدور حكيم همار

### الموسم الثاني (2017)
- كيم كاترال بدور هيلين تايلر؛ رئيسة الولايات المتحدة
- جريج وايز بدور وارن شيفورد؛ عميل في المكتب الفيدرالي للتحقيقات ومستشار أول
- مارتن ماركيز بدور هانتر راسل؛ عميل الخدمة السرية
- لاشيل كارل بدور لوري ريد؛ سفير الولايات المتحدة للسويد
- بيلي كامبل بدور ديل تايلر؛ السيد الأول
- إميليا بوما بدور زوي تايلر؛ الابنة الأولى
- بابريكا ستين بدور ألفا روس؛ المفتش العام
- يوهان رابيوس بدور هارالد بوهمان؛ رئيس وزراء السويد
- بيجن دانشمند بدور محمود منتصر؛ ملياردير صناعة النفط
- صامويل فرولر بدور توربيورن سكوغلوند
- أنيا لوندكفيست بدور جيسيكا أوستلوند
- لو كاوبي بدور ليندا كلاسون
- نينا زانجاني بدور فيليبا
- كريستوفر وولتر بدور توبياس ماغنوسون
- سيجي إيكلوند بدور غوستاف
- يوناس مالمسيو بدور أوسكار إيك
- ساشا بيهار بدور راجا كوبر

## الروابط الخارحية
- Modus  في قاعدة بيانات الأفلام على الإنترنت (بالإنجليزية)